# 伊万·帕夫洛夫斯基
伊万·格里戈里耶维奇·巴甫洛夫斯基（俄语：Иван Григорьевич Павловский，1909年2月11日（24日）—1999年4月27日），苏联的军事领导人，苏联国防部副部长、陆军总司令，陆军大将。1968年亲自领导华沙条约成员国从多个地点入侵捷克斯洛伐克，迅速控制布拉格，占领捷共中央委员会大楼、广播电台、电视台。